# 浙江大学医学院附属邵逸夫医院
浙江大学医学院附属邵逸夫医院，又名浙江省邵逸夫医院，是附属于浙江大学医学部的一所三级甲等医院。目前设4个院区，庆春院区位于杭州市上城区庆春东路3号；钱塘院区位于杭州市钱塘区下沙路368号；大运河院区位于杭州市拱墅区马家桥街60号；双菱院区位于杭州市上城区双菱路102号。

## 简介
医院成立于1994年，由香港著名慈善实业家邵逸夫捐资、浙江省政府配套建设。
医院占地100亩（庆春院区），现有职工2251名，270名副高以上专家，1200张核定床位（庆春院区），设有32个临床科室、40个护理单元和9个辅助科室。
本院是浙江大学临床医学三系的教学中心，共设26个教研室承担医学院本科生、研究生和留学生的临床教学任务。

## 实力
医院拥有四大研究机构，分别为：浙江大学邵逸夫临床研究所、浙江大学微创医学研究所、省重点实验室肿瘤生物治疗实验室和浙江省腔镜技术研究重点实验室。

## 交通
地铁：
- 庆春院区：2号线庆春广场站
- 钱塘院区：1号线金沙湖站
- 大运河院区：4号线平安桥站
- 双菱院区：2号线庆菱路站

公交车：
庆春院区：
- 庆春广场南：31;45;100;140;298;304;322;1604M;8202;8210;8212
- 采荷新村①

20;64;107;196;305;305快线
- 采荷新村②

21;32;56;100;322;8202;8210
钱塘院区：
- 邵逸夫医院钱塘院区：298;388;3111

大运河院区：
- 平安桥：131、342、347、347快线、57、60、510B、61
- 康和嘉苑：60C高峰
- 康馨苑：60C高峰
- 俞家桥：60C高峰

双菱院区：
- 金兰池东：1001M

## 主要事件
2023年2月27日，阿某（31岁，湖北医生，浙大医学本科毕业）因感情纠纷持刀杀害在邵逸夫医院工作的女医生吕丹丹（32岁，湖北人，2022年取得浙大博士学位）后跳楼自杀，据称吕某已与男同事李晓梦成为恋人关系。